# 山県市立伊自良北小学校
山県市立伊自良北小学校（やまがたしりつ いじらきたしょうがっこう）は、岐阜県山県市掛にある公立小学校。
全校生徒数は50人程度の小規模校である。

## 沿革
学校の創立は1955年（昭和30年）となっているが、現在の伊自良北小学校に改称されたのがこの年である。ここでは、前身の学校についても記述する。
- 1873年（明治6年） - 山県郡掛村に精成舎が設置される。
- 1874年（明治7年） - 精成学校に改称し、移転（現在地の南）する。
- 1886年（明治19年） - 掛尋常小学校に改称する。
- 1897年（明治30年） - 上願村、松尾村、掛村、平井村、長滝村が合併し、上伊自良村になる。
- 1921年（大正10年） - 上伊自良尋常小学校に改称する。
- 1941年（昭和16年） - 上伊自良村立上伊自良国民学校に改称する。
- 1947年（昭和22年） - 上伊自良村立上伊自良小学校に改称する。
- 1952年（昭和27年） - 現在地に移転する。
- 1955年（昭和30年） - 上伊自良村、下伊自良村が合併し、伊自良村となる。これにより伊自良村立伊自良北小学校に改称する。
- 2003年（平成15年） - 高富町、伊自良村、美山町が合併し、山県市となる。これに伴い、山県市立伊自良北小学校に改称する。

## 通学区域[1]
- 上願
- 松尾
- 掛
- 平井
- 長滝

## 進学先中学校
- 伊自良中学校

## 交通機関
- ハーバス伊自良線「掛」バス停下車、徒歩3分